# Uppsala spårvägar (1906–1953)
Uppsala spårvägar var en spårväg som fanns mellan 1906 och 1953 och bestod som mest av fem linjer.
Innerstadsspårvägen invigdes den 11 september 1906 och utbyggdes efter hand fram till 1925. Den 8 augusti 1928 öppnades Sveriges första snabbspårväg ner till Graneberg vid Mälaren (Ekoln), under ledning av spårvägsdirektör Hilding Ångström. 
Vid en brand i vagnhallen vid Dalgatan midsommarafton 1945 förstördes stora delar av vagnparken. Spårvägen hade enkelspårsdrift, vilket med tiden kom att bli allt mer opraktiskt när biltrafiken tilltog efter andra världskriget. Detta var faktorer som vägdes in, när staden beslutade om spårvägens nedläggning. Linjerna lades ner successivt från 1945, med Mälarlinjen som den sista – 12 oktober 1953.
Stadsspårvägens vagnar var gräddvita upptill och spårvagnsblå nedtill. Mälarlinjens vagnar var gräddvita med bruna detaljer.
Under perioden 1928–1944 hade spårvägsnätet följande utseende (de återgivna färgerna fanns på respektive linjes skyltar):
| Linje       | Sträcka                                                                         |
| ----------- | ------------------------------------------------------------------------------- |
| 1           | Norra stationen–Sysslomansgatan–Domkyrkan–Stora torget–Järnvägsstationen        |
| 2           | Erikslund–Sysslomansgatan–Domkyrkan–Stora torget–Järnvägsstationen              |
| 3           | Stora torget–Vaksalagatan–Almtuna–Väderkvarnsgatan–Stora torget [motsols]       |
| 4           | Svartbäcken–Svartbäcksgatan–Stora torget–Bäverns gränd–Svandammen–Polacksbacken |
| Mälarlinjen | Upsala (Svandammen)–Ulleråker–Ultuna–Graneberg                                  |

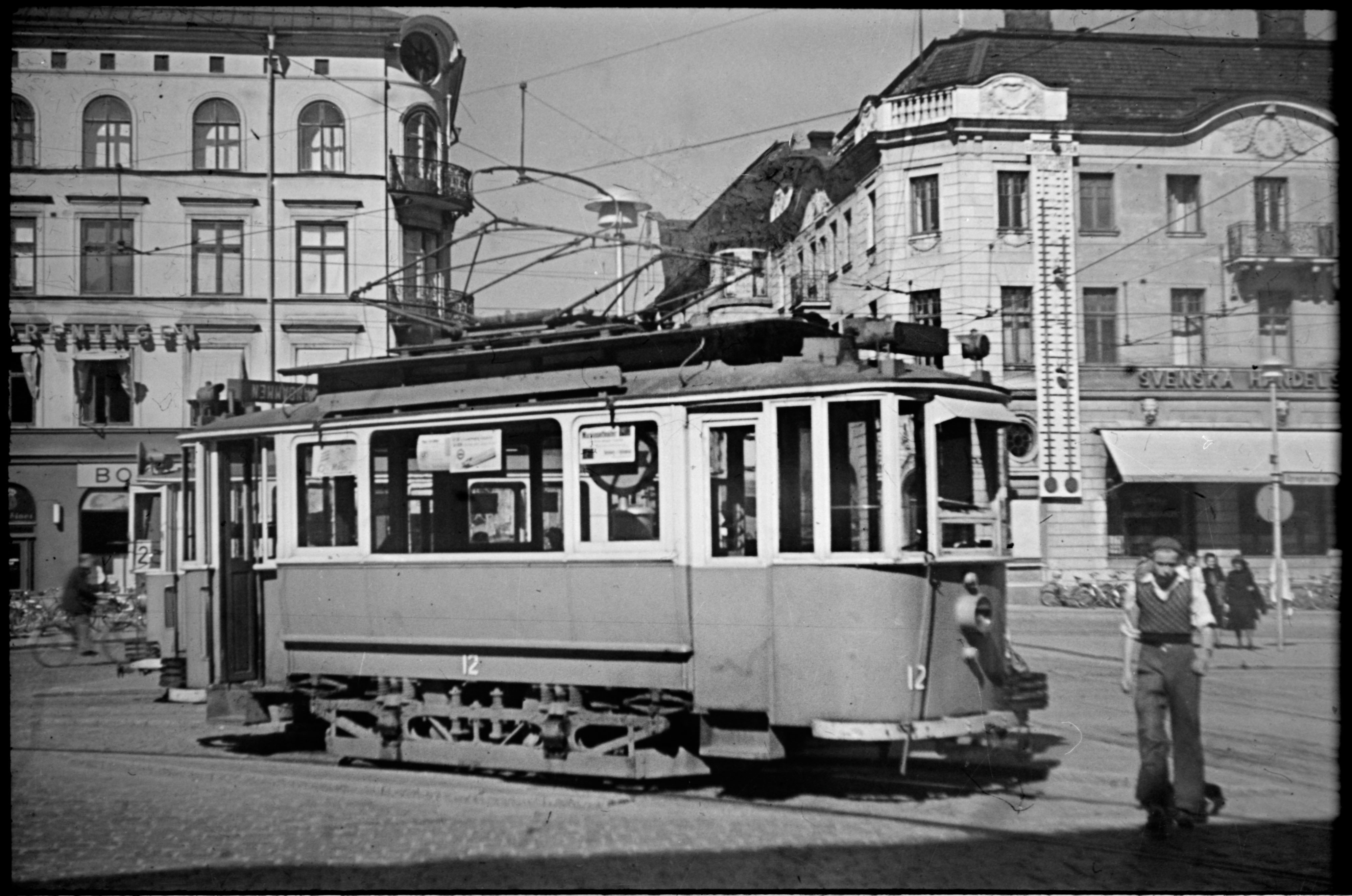

Planering för ny spårväg pågår. Den tänkta sträckan är Centralstationen–Gottsunda (västlig gren) respektive Ultuna (östlig gren)–Bergsbrunna och den planerade järnvägsstationen Uppsala Södra.

## Historik

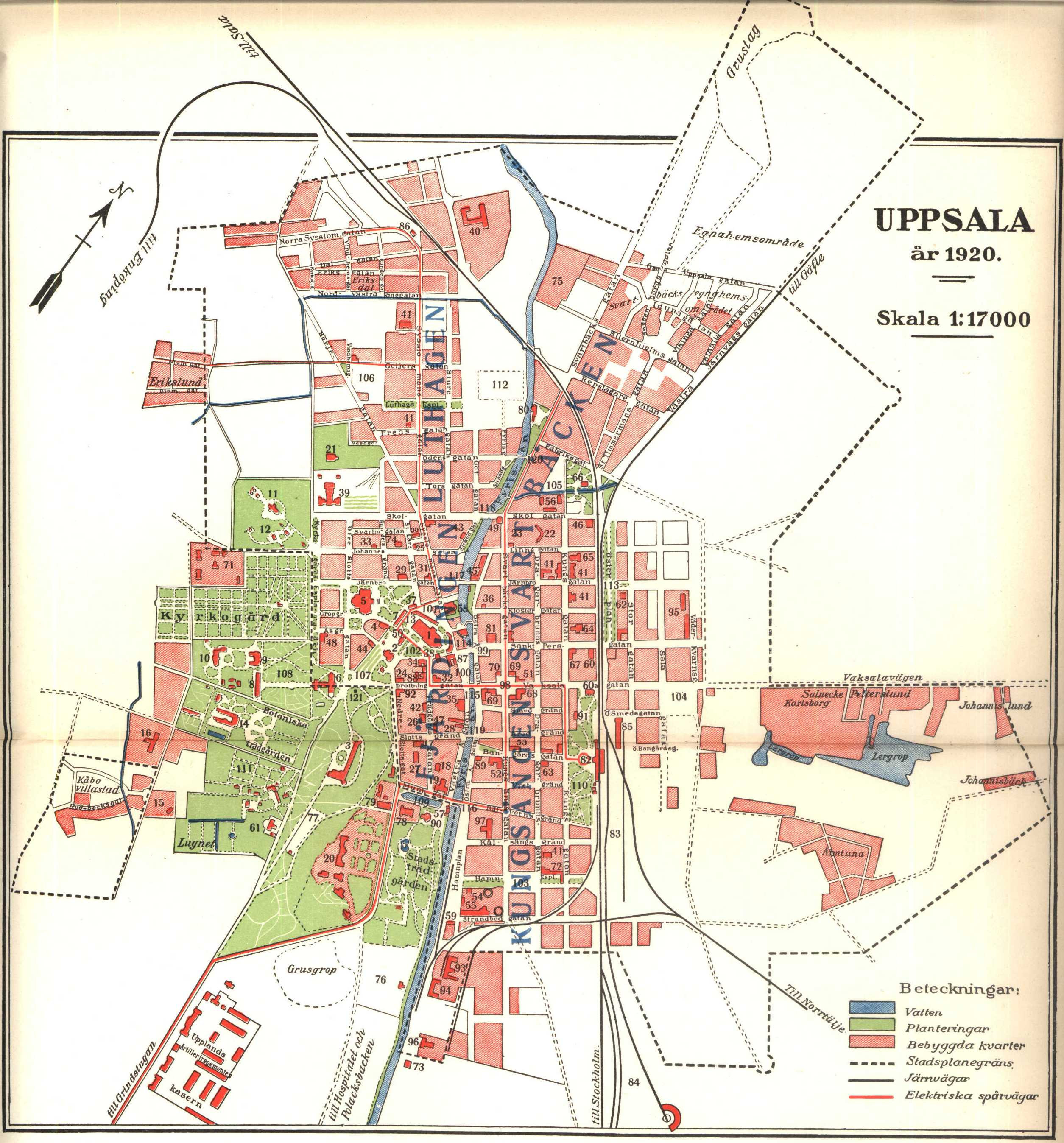
Karta från 1920 med spårvägen utritad med rött.

|  |  | Unknown BSicon "uSTR+l" | Unknown BSicon "ukSTR2+r" | Unknown BSicon "ukSTRc3" |

|  |  | Urban straight track one-way forward |  | Unknown BSicon "ukSTR+4" |

| Urban head station |  | Unknown BSicon "uABZg+l" | Unknown BSicon "uSTRfq" | Unknown BSicon "uSTRr" |

| Urban station on track |  | Unknown BSicon "uABZg+l" | Unknown BSicon "uKBHFeq" |  |

| Unknown BSicon "uSTRl" | Urban transverse track | Unknown BSicon "uKRZ+l" | Unknown BSicon "uxABZq+r" | Unknown BSicon "uexKBHFeq" |

| Transverse water | Transverse water | Unknown BSicon "uWBRÜCKE2" | Unknown BSicon "uWBRÜCKE2" | Transverse water |

| Unknown BSicon "uSTR+l" | Unknown BSicon "uABZq+l" | Unknown BSicon "uABZrxl" | Unknown BSicon "ueABZg+r" |  |

| Unknown BSicon "ueDST" | Urban straight track |  | Urban station on track |  |

| Urban station on track | Urban straight track |  | Urban straight track |  |

| Urban end station | Urban straight track |  | Urban station on track |  |

|  | Urban station on track |  | Unknown BSicon "uABZgl" | Unknown BSicon "uKBHFeq" |

|  | Urban end station |  | Urban stop on track |  |

|  |  |  | Urban stop on track |

|  |  |  | Urban stop on track |

|  |  |  | Urban stop on track |

|  |  |  | Urban stop on track |

|  |  |  | Urban stop on track |

|  |  |  | Urban stop on track |

|  |  |  | Urban stop on track |

|  |  |  | Urban stop on track |

|  |  |  | Urban stop on track |

|  |  |  | Urban stop on track |

|  |  |  | Urban stop on track |

|  |  |  | Urban stop on track |

|  |  | Unknown BSicon "uKBSTaq" | Unknown BSicon "uABZgr" |  |

|  |  |  | Urban end station |

|  |  | Unknown BSicon "uSTR+l" | Unknown BSicon "ukSTR2+r" | Unknown BSicon "ukSTRc3" |

|  |  | Urban straight track one-way forward |  | Unknown BSicon "ukSTR+4" |

| Urban head station |  | Unknown BSicon "uABZg+l" | Unknown BSicon "uSTRfq" | Unknown BSicon "uSTRr" |

| Urban station on track |  | Unknown BSicon "uABZg+l" | Unknown BSicon "uKBHFeq" |  |

| Unknown BSicon "uSTRl" | Urban transverse track | Unknown BSicon "uKRZ+l" | Unknown BSicon "uxABZq+r" | Unknown BSicon "uexKBHFeq" |

| Transverse water | Transverse water | Unknown BSicon "uWBRÜCKE2" | Unknown BSicon "uWBRÜCKE2" | Transverse water |

| Unknown BSicon "uSTR+l" | Unknown BSicon "uABZq+l" | Unknown BSicon "uABZrxl" | Unknown BSicon "ueABZg+r" |  |

| Unknown BSicon "ueDST" | Urban straight track |  | Urban station on track |  |

| Urban station on track | Urban straight track |  | Urban straight track |  |

| Urban end station | Urban straight track |  | Urban station on track |  |

|  | Urban station on track |  | Unknown BSicon "uABZgl" | Unknown BSicon "uKBHFeq" |

|  | Urban end station |  | Urban stop on track |  |

|  |  |  | Urban stop on track |

|  |  |  | Urban stop on track |

|  |  |  | Urban stop on track |

|  |  |  | Urban stop on track |

|  |  |  | Urban stop on track |

|  |  |  | Urban stop on track |

|  |  |  | Urban stop on track |

|  |  |  | Urban stop on track |

|  |  |  | Urban stop on track |

|  |  |  | Urban stop on track |

|  |  |  | Urban stop on track |

|  |  |  | Urban stop on track |

|  |  | Unknown BSicon "uKBSTaq" | Unknown BSicon "uABZgr" |  |

|  |  |  | Urban end station |

### Första tiden
Upsala Stads Spårvägs Aktiebolag grundades av privata intressen den 5 mars 1905. Bolaget bytte snart namn till Upsala Spårvägs AB. Koncession för anläggande av spårväg beviljades den 4 januari 1906. Spårvägen kunde så börja byggas. Vagnhall byggdes i kvarteret Ramund, som då omslöts av Norrlandsgatan, Dalgatan och Wallingatan, i Sysslomansgatans förlängning. Elva tvåaxliga motorvagnar med öppna plattformar levererades från ASEA. Också två begagnade öppna sommarsläp inköptes från Stockholm. Tisdagen den 11 september samma år kunde invigningen av den första linjen mellan Stora torget och Grindstugan äga rum. Prominenta gäster åkte i den smyckade vagn nummer 1 till Grindstugan, där de firade med intagande av måltid. På invigningsdagen var det många som ville pröva det nya kommunikationsmedlet med en tur ut till Grindstugan. Plötsligt kom dock vagnen inte ur fläcken. Man prövade allt, men den var som död. En verkmästare visste dock på råd: Vagnens hjul hade troligen blivit isolerade från rälsen, på grund av allt damm som rörts upp av allas fötter. Med hjälp av ett järnspett kunde kontakten återskapas och vagnen startades i en skur av gnistor.
Under de följande månaderna öppnades ytterligare två linjer för trafik. Sysslomansgatan, Svartbäcksgatan, Järnvägsstationen och Grindstugan hade nu spårvägförbindelse med Stora torget. Följande år anlades spårväg i den smala Bäverns gränd och linjerna kunde läggas om på ett mer ändamålsenligt sätt. Plattformarna var från början öppna, vilket utsatte förarna för väder och vind. Mot slutet av första decenniet började plattformarna att byggas in på förarnas initiativ.

### 1910–1920-tal
Under 1910-talet förlängdes befintliga linjer ut till Norra stationen, Erikslund, Svartbäcken och Polacksbacken. 1925 tillkom en linje till Almtuna. 1927 infördes linjefärger. På 1920-talet utökades också vagnparken med bland annat ett par begagnade vagnar från Göteborg. Några begagnade släpvagnar – ursprungligen byggda som hästspårvagnar – köptes också från Stockholm.

### Mälarlinjen eller Granebergslinjen
Mälarlinjen anlades som Sveriges första snabbspårväg av dåvarande spårvägsdirektör Hilding Ångström och kunde invigas den 5 augusti 1928. Den byggdes och drevs av det separata bolaget Spårvägsaktiebolaget Upsala–Mälaren, som konstituerades 27 mars 1926, även om stadsspårvägsbolaget också var i hög grad inblandat. Bland annat byggdes dess vagnhall vid Dalgatan ut, för att även inrymma Mälarlinjens vagnar. Ångström bidrog med många uppfinningar till spårvägen. Mälarbanan utrustades till exempel med en speciell sorts krökta kontaktledningsstolpar, kallade svanhalsar, växelvis på ömse sidor om spåret. Denna konstruktion gjorde det möjligt att placera kontaktledningsstolparna på längre avstånd från varandra än på andra banor. Ångström konstruerade också de vagnar som banan trafikerades med – Granebergsvagnarna – genom att bygga om begagnade släpvagnar från Göteborg. Även de öppna sommarläpen kom att användas på Granebergslinjen. Ångström stod även som upphovsman till en speciell radioavstörd strömavtagare, den så kallade Å-bygeln, då gnistor från gamla strömavtagare skapade störningar i radio.

### Vagnhallsbranden
Midsommarafton 1945 uppstod en brand i en motorvagn som stod uppställd i vagnhallen. Man kom aldrig säkert fram till varför branden uppstod, men det rörde sig troligen om en kortslutning, då vagnen stod med bygeln uppe. Branden spred sig snabbt och vagnhallen och en stor del av vagnparken förstördes. Granebergsvagnarna klarade sig dock, eftersom många ville resa till folkets park en dag som denna. Branden var dock ett svårt slag mot spårvägen och vagnbristen blev kännbar. Vagnar fick lånas och köpas in från Göteborg, Odense och Jönköping och viss trafik fick tidvis ersättas med buss.

### Nedläggningen
Under andra världskriget fyllde spårvägen en viktig funktion. Spårvägen var under hela sin existens enkelspårig med mötesplatser. Denna konstruktion blev alltmer opraktisk allteftersom biltrafiken ökade efter kriget. Underhållet av vagnarna var eftersatt. Istället för en ombyggnad till dubbelspår och en satsning på nytt rullande materiel, valde de styrande i staden att lägga ner spårvägen och ersätta den med buss. Spårvägen lades ner successivt under tiden 2 februari 1944–12 oktober 1953. De sista åren rullade endast den gröna linje 4 mellan Svartbäcken och Polacksbacken, samt Granebergslinjen, som blev den allra sista att läggas ned.
Den juridiska personen Upsala Spårväg AB fanns dock kvar. 2010 blev den omvandlad till Uppsala Vatten AB då staden beslutat att bolagisera vatten- och avloppsverksamheten.

### Bevarad vagn
Vagn nummer 10 ur den ursprungliga leveransen finns bevarad och renoverad till kördugligt skick på Svenska Spårvägssällskapets museispårväg i Malmköping; Museispårvägen Malmköping. Vid Uppsala spårvägars 75-, 90- och 100-årsjubileer besökte den Uppsala och trafikerade ett industrispår vid Kungsängsgatan med hjälp av dieselgenerator.

## Linjehistorik

### 1906–1907
Linje 3 invigdes den 11 september 1906. Linje 1 den 2 oktober, och linje 2 den 6 december samma år. Linjenätet hade därefter följande utseende:
| Linjenätet 6 december 1906–29 juli 1907 | Linjenätet 6 december 1906–29 juli 1907 | Linjenätet 6 december 1906–29 juli 1907 |
| Linje                                   | Sträcka | Längd                                   |
| --------------------------------------- | --- | --------------------------------------- |
| 1                                       | Sysslomansgatan (Sysslomansgatan/Dalgatan – där också vagnhallen låg)–S:t Eriks torg–Biskopsgatan–Trädgårdsgatan–Drottninggatan–Stora torget–Vaksalagatan–Kungsgatan–Järnvägsstationen | 2,2 km                                  |
| 2                                       | Svartbäcken (Svartbäcksgatan/järnvägen)–Svartbäcksgatan–Stora torget–Kungsängsgatan–Kungsängsesplanaden (Kungsängsgatan/Kungsängsesplanaden)                                           | 1,8 km                                  |
| 3                                       | Stora torget–Drottninggatan–Trädgårdsgatan–Svandammen–Sjukhusvägen (gamla)–Dag Hammarskjölds väg–Grindstugan                                                                           | 2,5 km                                  |

### 1907–1911
Redan 30 juli 1907 kunde sträckan över Bäverns gränd och Islandsbron öppnas. Spåret i Trädgårdsgatan söder om Drottninggatan, samt spåret i Kungsängsgatan söder om Bäverns gränd lades ner och systemet reducerades till följande två linjer:
| Linjenätet 30 juli 1907–9 augusti 1911 | Linjenätet 30 juli 1907–9 augusti 1911 | Linjenätet 30 juli 1907–9 augusti 1911 |
| Linje                                  | Sträcka | Längd                                  |
| -------------------------------------- | --- | -------------------------------------- |
| 1                                      | Sysslomansgatan–[som tidigare]–Järnvägsstationen | 2,2 km                                 |
| 2                                      | Svartbäcken (Svartbäcksgatan/järnvägen)–Svartbäcksgatan–Stora torget–Kungsängsgatan–Bäverns gränd–Islandsbron–Svandammen–Sjukhusvägen (gamla)–Dag Hammarskjölds väg–Grindstugan | 3,5 km                                 |

### 1911–1925
Den 10 augusti 1911 förlängdes spåret från Grindstugan till Polacksbacken. Den 25 juli 1912 förlängdes spåret från Sysslomansgatan till Norra stationen. Samtidigt öppnades ett spår från Sysslomansgatan längs Geijersgatan fram till Västra Ringgatan (Erikslund). Den 11 september 1915 förlängs dessa båda spår till Norrlandsgatan/Vindhemsgatan, respektive Geijersgatan/Köpmansgatan.
| Linjenätet 11 september 1915–14 september 1925 | Linjenätet 11 september 1915–14 september 1925 | Linjenätet 11 september 1915–14 september 1925 |
| Linje                                          | Sträcka | Längd                                          |
| ---------------------------------------------- | --- | ---------------------------------------------- |
| 1                                              | Norra stationen (Norrlandsgatan/Vindhemsgatan)/Erikslund (Geijersgatan/Köpmansgatan) [Varannan vagn gick till respektive destination]–Sysslomansgatan–[som tidigare]–Järnvägsstationen | 2,7/2,8 km                                     |
| 2                                              | Svartbäcken (Svartbäcksgatan/järnvägen)–[som tidigare]–Grindstugan–Polacksbacken | 3,9 km                                         |

### 1925–1926
Den 15 september 1925 öppnades en ny linje från Vaksalagatan/Kungsgatan till Almtuna. Den 1 oktober samma år förlängdes Svartbäckslinjen till Gamla Uppsalagatan/Vikingagatan.
| Linjenätet 1 oktober 1925–31 december 1926 | Linjenätet 1 oktober 1925–31 december 1926 | Linjenätet 1 oktober 1925–31 december 1926 |
| Linje                                      | Sträcka | Längd                                      |
| ------------------------------------------ | --- | ------------------------------------------ |
| 1                                          | Norra stationen (Norrlandsgatan/Vindhemsgatan)/Erikslund (Geijersgatan/Köpmansgatan) [Varannan vagn gick till respektive destination]–Sysslomansgatan–[som tidigare]–Järnvägsstationen | 2,7/2,8 km                                 |
| 2                                          | Svartbäcken (Gamla Uppsalagatan/Vikingagatan)–Svartbäcksgatan–[som tidigare]–Grindstugan–Polacksbacken                                                                                 | 4,7 km                                     |
| 3                                          | Stora torget–Vaksalagatan–Väderkvarnsgatan–Liljegatan–Almtuna (Törnlundsplan)–Österängsgatan–Vaksalagatan–Stora torget [endast motsols]                                                | 2,9 km                                     |

### 1927–1944
Den 1 januari 1927 skedde en linjeomläggning, samtidigt som linjefärger infördes. Gamla linje 1 delades i linjerna 1 och 2, samtidigt som gamla linje 2 istället gavs nummer 4. Den 8 augusti 1928 öppnades också linjen till Graneberg vid Mälaren. Denna fick aldrig något linjenummer.
| Linjenätet 8 augusti 1928–1 februari 1944 | Linjenätet 8 augusti 1928–1 februari 1944                                                                                              | Linjenätet 8 augusti 1928–1 februari 1944 |
| Linje                                     | Sträcka | Längd                                     |
| ----------------------------------------- | --- | ----------------------------------------- |
| 1                                         | Norra stationen (Norrlandsgatan/Vindhemsgatan)–[som tidigare]–Järnvägsstationen                                                        | 2,7 km                                    |
| 2                                         | Erikslund (Geijersgatan/Köpmansgatan)–[som tidigare linje 1]–Järnvägsstationen                                                         | 2,8 km                                    |
| 3                                         | Stora torget–Vaksalagatan–Väderkvarnsgatan–Liljegatan–Almtuna (Törnlundsplan)–Österängsgatan–Vaksalagatan–Stora torget [motsols]       | 2,9 km                                    |
| 4                                         | Svartbäcken (Gamla Uppsalagatan/Vikingagatan)–[som tidigare linje 2]–Polacksbacken                                                     | 4,7 km                                    |
| Mälarlinjen                               | Upsala (Svandammen)–Sjukhusvägen (gamla)–Dag Hammarskjölds väg–Grindstugan–Ulleråker–Ultuna–Sunnersta–Flottsund–Folkets park–Graneberg | 9,2 km                                    |

### 1944–1945
Den 2 februari 1944 lades den gula linje 3 ned, samtidigt som linjerna 1 och 2 drogs dit istället för till Järnvägsstationen. En liten vit linje 5 inrättades istället mellan Stora torget och Järnvägsstationen.
| Linjenätet 2 februari 1944–23 juni 1945 | Linjenätet 2 februari 1944–23 juni 1945 | Linjenätet 2 februari 1944–23 juni 1945 |
| Linje                                   | Sträcka | Längd                                   |
| --------------------------------------- | --- | --------------------------------------- |
| 1                                       | Norra stationen (Norrlandsgatan/Vindhemsgatan)–[som tidigare]–Stora torget–[som tidigare linje 3]–Almtuna [motsols]                                                                            | 5,2 km                                  |
| 2                                       | Erikslund (Geijersgatan/Köpmansgatan)–[som tidigare]–Stora torget–[som tidigare linje 3]–Almtuna [motsols]                                                                                     | 5,3 km                                  |
| 1/2                                     | Att döma av fotot på framsidan av Andersson (2006) kan linjerna 1 och 2 ha skyltats med gula skyltar i riktning mot Almtuna. Koloreringar av foton från denna tid är dock inte tillförlitliga. |                                         |
| 4                                       | Svartbäcken (Gamla Uppsalagatan/Vikingagatan)–[som tidigare]–Polacksbacken | 4,7 km                                  |
| 5                                       | Stora torget–Vaksalagatan–Kungsgatan–Järnvägsstationen | 0,6 km                                  |
| Mälarlinjen                             | Upsala (Svandammen)–[som tidigare]–Graneberg | 9,2 km                                  |

### 1945–1953
Linje 5 blev dock inte långlivad. Efter branden i vagnhallen på midsommarafton 1945 rådde akut vagnsbrist och linjen ersattes med bussar. Den 1 december 1947 lades även linjerna 1 och 2 ned. Under några ytterligare år återstod endast linje 4 och Granebergslinjen. Den 25 april 1949 förlängdes den senare in till Stora torget. Spåret mellan Stora torget längs Sysslomansgatan kunde dock inte rivas ännu, eftersom nätet måste ha förbindelse med vagnhallen vid Dalgatan.
| Linjenätet 25 april 1949–3 maj 1953 | Linjenätet 25 april 1949–3 maj 1953                                                     |
| Linje                               | Sträcka                                                                                 |
| ----------------------------------- | --------------------------------------------------------------------------------------- |
| 4                                   | Svartbäcken (Gamla Uppsalagatan/Vikingagatan)–[som tidigare]–Polacksbacken              |
| Mälarlinjen                         | Upsala (Stora torget)–Kungsängsgatan–Bäverns gränd–Islandsbron–[som tidigare]–Graneberg |

Linje 4 lades ner den 4 maj 1953 och Mälarlinjen den 12 oktober samma år.

## Uppsala spårvägar i tabellform
I Uppsala har funnits två spårvägsanläggningar med inbördes förbindelse, drivna av två bolag med nära samarbete med varandra.
Stadsspårvägen
| Bolag                                         | Bolag                                         | Upsala Stads Spårvägs AB / Upsala Spårvägs AB |
| Period                                        | Period                                        | 1906–1953                                     |
| Ägandeform                                    | Ägandeform                                    | Privat, kommunal aktiemajoritet från 1939     |
| Spårvidd                                      | Spårvidd                                      | Normalspår 1435 mm                            |
| Antal spår                                    | Antal spår                                    | Enkelspår                                     |
| Vagnhall                                      | Vagnhall                                      | Dalgatan                                      |
| Största antal samtidiga linjer                | Största antal samtidiga linjer                | 4 (1927–1945)                                 |
| Största sammanlagda linjelängd (ej spårlängd) | Största sammanlagda linjelängd (ej spårlängd) | 15,8 km (1944–1945)                           |
| Fordonsfärg                                   | Upptill                                       | Gräddvit                                      |
| Fordonsfärg                                   | Nedtill                                       | Blå                                           |

Mälarlinjen eller Granebergslinjen
| Bolag                | Spårvägsaktiebolaget Upsala–Mälaren |
| Period               | 1928–1953                           |
| Ägandeform           | Privat                              |
| Spårvidd             | Normalspår 1435 mm                  |
| Antal spår           | Enkelspår                           |
| Vagnhall             | Dalgatan                            |
| Linjespänning        | 750 V                               |
| Omformarstation      | Ultuna                              |
| Antal linjer         | 1                                   |
| Spår- och linjelängd | 9,2 km                              |
| Fordonsfärg          | Gräddvit med bruna detaljer         |

## Ny planerad spårväg
Uppsala kommun har sedan 2010 utrett möjligheten att bygga en ny spårväg. Man utreder två linjer från centralstationen och söderut via Gottsunda respektive Ultuna, för vidare anslutning till en ny järnvägsstation Uppsala Södra i Bergsbrunna.